# Be Aware and Share

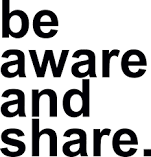
Logo von Be Aware and Share

Be Aware and Share (BAAS, englisch für Sei achtsam und teile) ist eine gemeinnützige und unabhängige Organisation, die sich für Menschen in Not einsetzt. Sie wurde 2015 in Basel gegründet, wo sie bis heute ihren Sitz hat. Be Aware and Share arbeitet in Europa für einen sozial gerechteren und integren Umgang mit und für Menschen in der Not. Nebst humanitären Einsätzen auf der ägäischen Insel Chios, Griechenland, leistet BAAS Sensibilisierungs- und Informationsarbeit in der Schweiz. Die Tätigkeiten werden von Freiwilligen getragen. Im März 2022 zählt die Organisation 16 aktive Mitglieder.

## Grundsätze
Die Arbeit der Organisation ist politisch unabhängig, transparent finanziert und durch Spenden getragen.
Das Ziel von BAAS ist es, einen Beitrag zu einer friedvollen, solidarischen und beidseitig inklusiven Gesellschaft zu leisten. Sie setzt sich dafür ein, Ressourcen und Wissen über kulturelle Grenzen, Vorurteile und materielle Ungleichheiten hinweg zu teilen. BAAS steht für die Idee, dass eine erfolgreiche und friedliche Zukunft unserer Gesellschaften nur durch das volle Potential und die Stimme aller ihrer Mitglieder möglich wird.

## Einsätze

### Griechenland

#### Mastic Campus
Zwischen 2020 und 2021 hat Be Aware and Share gemeinsam mit Action For Education ein Community Center für junge geflüchtete Menschen auf der ägäischen Insel Chios, Griechenland geführt. Freiwillige boten im Center Sprachunterricht, Aktivitäten, Mahlzeiten und Unterstützung bei administrativen Fragen. Zudem standen Besuchern drei Duschen, Toiletten, vier Klassenzimmern, einer kleinen Schneiderei, einem Fitnessraum, einem Computerraum sowie einem Wäscheservice zur Verfügung.

#### Yugi
Von 2016 bis Ende 2020 war die Organisation im Jugendzentrum „Yugi“ auf der ägäischen Insel Chios, Griechenland, aktiv. Wöchentlich nahmen rund 150 bis 180 jugendliche Geflüchtete zwischen 12 und 18 Jahren an den Aktivitäten teil. Diese beinhalteten unter anderem Sport, Musik, Kunst, Backen, Kochen, Sprachen lernen, Lesen, Fotografieren, Tanzen, Theater spielen, Wandern, Strandausflüge und Tischtennis.

#### High School und Primary School
In einer alten Taverne mitten in der Innenstadt hat Be Aware and Share 2016 eine erste Schule (später die High School) aufgebaut. Dies war das erste BAAS-Projekt auf der ägäischen Insel Chios. Das Ziel der Schule war es, für die jungen geflüchteten Menschen aus den drei lokalen Flüchtlingscamps einen sicheren Ort zu schaffen, wo ihre Kompetenzen gefördert werden, sie sich austauschen konnten und es immer genügend warmes Essen für alle gab. Die Organisation hat ergänzend zur High School ein altes, zweistöckiges Pharmazentrum in Chios in eine Primarschule mit 3 Klassenzimmern umgebaut. Aufgrund der hohen Nachfrage wurde eine Altersbeschränkung von 6 bis 20 Jahren eingestellt in zwei Klassenzimmern der High School und Primary School.

### Kenya

#### Barnabas Children Centre
Seit 2018 unterstützt BAAS im Barnabas Children Centre in Kitaruni, Kenya, zwei der 29 Lehrpersonen vor Ort finanziell sowie sporadisch mit Lebensmitteln. Das Barnabas Children Center bietet benachteiligten Kinder die Möglichkeit, das Barnabas Children Center und das dazugehörige Kinderheim zu besuchen. Ziel dieses Projektes ist es, den Kindern das Recht auf Bildung an einem sicheren Ort zu ermöglichen.

## Geschichte
Die Reaktionen auf einen Spendenaufruf des Sozialarbeiters Bastian Seelhofer führten im September 2015 zur Gründung eines Vereins und einem Hilfseinsatz an der kroatisch-ungarischen Grenze. Im Herbst und Winter 2015 unterstützte die Organisation Flüchtlinge in Camps und an den Grenzen von Ungarn, Kroatien, Slowenien und Serbien. Die Organisation entschied sich für ein Engagement vor Ort, um Bedürfnisse der Flüchtenden langfristig aufzugreifen. So baute sie im Februar 2016 auf der griechischen Insel Chios, die auf der Fluchtroute nach Europa liegt, eine Präsenz auf. Dort, im Flüchtlingscamp von Souda, versorgte sie Flüchtende zunächst mit Essen, medizinischer Ersthilfe und Notfallhilfe bei Ankünften an der Küste.
Mit dem EU-Türkei-Abkommen vom 18. März 2016 änderten sich die Bedürfnisse der Flüchtlinge und die Prioritäten der Hilfsorganisation: Nothilfe bei der Durchreise wich der längerfristigen Unterstützung von Menschen, die auf der Insel verharren mussten. Weil Angebote fehlten, wurde die Hilfsorganisation im Mai 2016 in den Bereichen Jugendarbeit und Bildung für Minderjährige aktiv. Sie gründete das Jugend- und Bildungszentrum Refugee Education Chios, welches im Juni 2017 aus drei Einrichtungen für Jugendliche und Kinder besteht, die von Freiwilligen betreut sind.
Im März 2017 wurde BAAS mit dem Reinacher Preis ausgezeichnet.
Im Juni 2017 drohte dem Bildungsprojekt Refugee Education Chios mangels offizieller Unterstützung das Ende, obwohl sich die humanitäre Situation gemäss Seelhofer kontinuierlich verschlechtert.

## Dokumentation
Die TagesWoche berichtete in regelmässigen Abständen über die Aktivitäten von BAAS. In Schweizer Programmkinos erschien im Februar 2016 der Dokumentarfilm Be aware and share über die Hilfsorganisation. Das Schweizer Radio DRS und Al Jazeera berichteten im Juli 2016 über die Schule auf Chios.